# Sigmundur und Tóri in Norwegen
Der Aufenthalt von Sigmundur und Tóri in Norwegen ist eine Episode der Färingersaga (Anfang 2. Teil) und wird heute auf den Zeitraum 970 bis 983 datiert, bis die beiden das erste Mal auf die Färöer zurückkehrten.
In diesen 13 Jahren wuchsen Sigmundur Brestisson und sein Vetter Tóri Beinirsson zu jungen Männern heran. Sigmundur war 983 etwa 22 Jahre alt und Tóri 24.
Es sollten noch spätere Aufenthalte folgen: Winter 984/85, 985/86 und etwa 988.

## Aufenthalt in Tønsberg und Vík
Nach dem Mord an Brestir und Beinir 970 gelangten Sigmundur und Tóri mit dem Händler Ravnur Hólmgarðsfari nach Norwegen in Sicherheit. Sie wohnten den Winter 970/71 über bei ihm in Tønsberg. Im Frühjahr 971 stattete er sie mit Geld aus und ließ sie weiterziehen. Sie verbrachten zwei Jahre in Vík, bis das Geld aufgebraucht war.
Inzwischen konnte sich in Norwegen Håkon Jarl als König durchsetzen. Er war es, der Tóris und Sigmunds Vätern das Lehen über die Hälfte der Färöer gegeben hatte, und um ihre Rückkehr vorzubereiten, war es wichtig, dass sie als die rechtmäßigen Erben bei Håkon vorstellig wurden. So beschlossen sie 973, die Reise zu seinem Hof zu unternehmen, wo sie erst 979 ankamen.

## Aufenthalt im Dovrefjell
Sie zogen durch Oppland, dann in den Osten nach Hedmark und schließlich nördlich zum Dovrefjell. Zu dem Zeitpunkt brach der Winter herein, und sie suchten in den Bergen Schutz bei einem Mann, der sich Ulf nannte, aber in Wirklichkeit Torkil Barfrost war, der hierher fliehen musste. Er war mit Ragnhild verheiratet, und zusammen hatten sie die Tochter Turið. Hier blieben die beiden Jungen etwa fünf Jahre.
Sigmundur verliebte sich währenddessen in Turið. Etwa 979 zogen Sigmundur und Tóri weiter, um nun endlich den König aufzusuchen. Torkil begleitete sie ein Stück. Auf dem Weg gestand Sigmundur sein Verhältnis mit Turið und auch, dass sie schwanger von ihm war. Also hielt er um ihre Hand an. Torkil stimmte dem zu, und als Gegenleistung versprach Sigmundur, sich beim König für Torkils Rehabilitation einzusetzen.

## Wikingerfahrten für den König
In Lade bei Trondheim erreichten Sigmundur und Tóri die Königsresidenz. Sie erzählten ihm ihre Geschichte und durften den Winter über am Hof bleiben. Im Frühjahr 980 gab Håkon Jarl ihnen ein Schiff mit Mannschaft, womit sie auf Wikingerfahrt in der Ostsee zogen. Bei ihrer Rückkehr soll sie der König fürstlich empfangen haben. Sigmundur und Tóri wurden nun offiziell in das Gefolge des Monarchen aufgenommen.
Auch den Winter 980/81 verbrachten sie an seinem Hof. Im Sommer 981 zogen die Vettern erneut auf erfolgreiche Wikingerfahrt, diesmal nach Russland und Schweden. In Schweden töteten sie zwei Männer namens Bjørn und Vandil. Zurück an Håkons Hof überwinterten sie dort erneut (981/82). 982 ging es auf eine Expedition gegen Håkons Feind Harald Jernhøs auf den Britischen Inseln. Im Spätsommer 982 trafen sie ihn auf der Insel Anglesey in der Irischen See an. Es kam zum Kampf, der wegen Waffengleichheit unterbrochen wurde und am nächsten Tag fortgeführt werden sollte. Da einigten sie sich jedoch auf einen Waffenstillstand und beschlossen, lieber zusammen auf Wikingerfahrt zu gehen. Sigmundur konnte Harald überreden, mit ihm nach Norwegen zurückzukehren, wo er sich bei Håkon für ihn einsetzen wollte. Die Färingersaga berichtet, dass Sigmundur tatsächlich die Versöhnung der beiden Feinde herbeiführte. Während Harald dann in den Norden zur Finnmark zog, überwinterten Sigmundur und Tóri den Winter 832/33 erneut am Hofe Håkon Jarls.

## Vorbereitung der Rückfahrt
Sigmundur erklärte nun seinen Wunsch, auf die Färöer zurückzukehren, um den Tod seines Vaters zu rächen. König Håkon war damit einverstanden und gab ihm zwei Knorren, die für die Färöer besser geeignet waren, als die sonst üblichen Langschiffe.
Doch vorher nahm der Saga zufolge König Håkon seinen Gefolgsmann Sigmundur mit zu einer heidnischen Wahrsagerin. Der König gab ihr Silber als Opfergabe und wollte im Gegenzug einen geweihten Ring für Sigmundur haben. Håkon Jarl beschwor Sigmundur, dass er diesen Ring niemals ablegen solle. Der Mythos vom Ring des Sigmundur bildet ein eigenes Motiv, das sich durch die Färingersaga zieht.
983 fuhren Sigmundur Brestisson, Tóri Beinirsson und Harald Jernhøs dann mit 60 Mann zu den Färöern. Schlechtes Wetter zwang sie zur Landung auf Svínoy, ausgerechnet dort, wo Svínoyar-Bjarni wohnte, der Mörder von Sigmundurs und Tóris Vätern Brestir und Beinir.

## Weitere Aufenthalte
Im Sommer 984 kehrten Sigmundur und Tóri von den Färöern zurück, wo sie einen Waffenstillstand mit Tróndur í Gøtu aushandeln konnten, nachdem schon Frieden mit Svínoyar-Bjarni geschlossen, und Øssur Havgrímsson getötet worden war. König Håkon Jarl sollte nun einen Richterspruch fällen, der zur vollen Zufriedenheit Sigmundurs ausging, der fortan die gesamten Färöer als norwegisches Lehen erhalten sollte. Tóri und Sigmundur verbrachten den Winter 984/985 am Hof in Trondheim, bis sie im Frühjahr 985 erneut zu den Färöern segelten.